# Teltow
Teltow (pronunciación en alemán: /ˈtɛltoː/ⓘ) es una ciudad en el Landkreis de distrito de Potsdam-Mittelmark, Brandeburgo, Alemania a medio camino entre Berlin-Zehlendorf y Berlin-Steglitz. La distancia al centro de Berlín es de 17 km, mientras que la distancia a Potsdam es de 15 km. 
Teltow está ubicado en medio del paisaje cultural del mismo nombre, que es un altiplano formado durante los períodos glaciales.
Teltow es conocido por el Teltower Rübchen, una especialidad culinaria regional.

## Demografía
- Tendencia poblacional desde 1875 (línea azul: población; línea punteada: comparación con tendencias poblacionales del estado de Brandenburg; fondo gris: tiempo de gobierno Nazi; fondo rojo: tiempo de Gobierno comunista)
- Proyecciones y desarrollo poblacional reciente (Desarrollo poblacional antes del censo del 2011 (línea azul); Desarrollo poblacional reciente de acuerdo al Censo en Alemania del 2011 (línea azul con bordes); Proyecciones oficiales para el período 2005-2030 (línea amarilla); para el período 2017-2030 (línea escarlata); para el período 2020-2030 (línea verde)